# Скрипник Микола Пимонович
Микола Пимонович Скрипник (12 грудня 1904, Петриківка — дата смерті невідома) — український радянський мистецтвознавець; член Спілки радянських художників України.

## Біографія
Народився 12 грудня 1904 року у селі Петриківці (нині селище Дніпровського району Дніпропетровської області, Україна). Брав участь у Громадянській війні. 1932 року закінчив Дніпропетровський інститут народної освіти.
У Червоній армії з серпня 1941 року. Брав участь у німецько-радянській війні. Мав військове звання лейтенанта. Був членом КПРС.
Мешкав у Дніпропетровську в будинку на вулиці Леваневського, № 58, квартира № 6.

## Наукова діяльність
Працював у галузях мистецтвознавства і художньої критики. Автор книг:
- «Художники Дніпропетровщини» (1958);
- «Іван Гаврилович Першудчев» (1960);
- «Георгій Георгійович Чернявський» (1967);
- «Художники Дніпропетровщини за 50 років» (1968).

Складав каталоги виставок дніпропетровських художників з передмовами.

## У мистецтві
Художник Йосип Білополий написав живописний портрет мистецтвознавця.